# Alexis IV Ange
Pour l'empereur de Trébizonde, voir Alexis IV de Trébizonde.
Alexis IV Ange (en grec byzantin : Αλέξιος Δʹ Άγγελος), né vers 1182 et mort le 8 février 1204 à Constantinople, est un empereur byzantin (basileus) de 1203 à 1204 ; son règne est surtout marqué par la déviation de la quatrième croisade vers Constantinople.

## La fuite d'Alexis et le contact avec les croisés
Alexis IV est le premier fils d'Isaac II Ange et de sa première épouse, Irène, dont la famille n'est pas connue. Sans être associé au trône, il fait figure d'héritier présomptif sous le règne de son père (1185-1195). Seulement, en 1195, Isaac est renversé et aveuglé par son frère, Alexis III Ange, à la tête d'un complot de l'aristocratie. Isaac est jeté en prison avec son fils. Dans la deuxième moitié de l'année 1201, Alexis III libère ce dernier et l'emmène avec lui lors d'une campagne dans les Balkans. Seulement, Alexis Ange en profite pour s'échapper à bord d'un navire marchand pisan. Secrètement, il gagne l'Italie en débarquant à Ancône. Immédiatement, il sollicite l'appui de Philippe de Souabe, le fils du défunt Henri VI du Saint-Empire mais aussi son beau-frère depuis son mariage avec Irène Ange. Il constitue un soutien de poids et il est possible qu'Isaac II ait maintenu une correspondance active avec sa fille et, indirectement, avec le prince germanique. Dans l'immédiat, Philippe ne peut intervenir en terres byzantins mais l'un de ses proches, Boniface de Montferrat, répond positivement à Alexis Ange. Or, ce seigneur a justement été choisi pour prendre la tête de la quatrième croisade, organisée à la suite de l'appel du pape Innocent III en 1198. 
À Vérone, Alexis rencontra plusieurs chefs de la quatrième croisade et leur demanda de l'aide pour reprendre son royaume, malheureusement sans succès. Il rejoignit ensuite Philippe de Souabe, l'empereur du Saint-Empire romain germanique, marié à sa sœur Irène Ange, et qui lui était favorable. Alexis tenta alors de rallier le pape Innocent III à sa cause ; en échange, il lui promettait de mettre fin au schisme entre l'Église de Rome et l'Église de Constantinople en se soumettant à l'autorité pontificale. Malgré cela, le pape resta hostile au jeune Alexis, car il entretenait de bonnes relations avec l'empereur byzantin alors en place, Alexis III Ange, avec lequel il eut une correspondance active de 1198 à 1202.
Parallèlement, le comte Thibaud III de Champagne, qui avait été précédemment élu chef de la quatrième croisade, mourut de maladie (24 mai 1201), et les croisés élisent à sa place le marquis Boniface de Montferrat, vassal de l'empereur Philippe de Souabe. Avant son départ pour la croisade, Montferrat se rendit à Haguenau pour s'entretenir avec son suzerain. C'est à ce moment qu'Alexis put aborder une première fois avec lui l'idée de reprendre son trône avec l'aide des Croisés. Montferrat se montra favorable au projet, car son frère, Conrad de Montferrat, avait dirigé les armées byzantines sous l'empereur Isaac II Ange, quelques années auparavant.

## Un contexte favorable à la proposition d'Alexis
En 1202, les croisés connaissaient des difficultés monétaires et logistiques. Moins nombreux que prévu, ils devaient toujours 34 000 marcs d'argent aux Vénitiens. Le doge de Venise, Enrico Dandolo, proposa aux croisés de repousser l'échéance du paiement en échange de leur aide militaire pour reprendre la ville côtière dalmate de Zara, perdue quelques années plus tôt, et alors sous la protection d'Imre de Hongrie, roi de Hongrie. La ville fut prise par les croisés et les Vénitiens le 24 novembre 1202 et, le 1er janvier 1203, les messagers d'Alexis Ange arrivèrent et demandèrent officiellement l'aide des croisés et des Vénitiens pour reprendre le trône de Constantinople. En échange, Alexis s'engageait à leur offrir 200 000 marcs d'argent, à leur assurer le ravitaillement durant leur croisade, et à leur fournir un contingent de 10 000 hommes pour les aider à combattre les musulmans, dont 500 chevaliers qui resteraient en Terre sainte. Il garantit également la soumission de l'Église chrétienne d'Orient à l'Église de Rome. 
Ce n'était pas la première fois que l'idée d'attaquer les Byzantins traversait l'esprit des chrétiens d'Occident. En effet, durant la troisième croisade, Frédéric Barberousse, empereur romain germanique (et père de Philippe de Souabe), fut ralenti, harassé et attaqué par les Byzantins sur son chemin vers l'Orient musulman. À cette époque, le basileus Isaac II Ange correspondait avec le sultan Saladin et était plus proche, sur le plan diplomatique, des musulmans que des chrétiens d'Occident. Le 16 novembre 1189, Barberousse écrivit une lettre à son fils Henri lui demandant d'envoyer une flotte dans les Dardanelles et d'inciter le pape à prêcher la croisade contre Constantinople ; pour Barberousse, l'Empire byzantin était en effet le principal obstacle à la reconquête de la Terre sainte. Le traité d'Andrinople mit fin au conflit entre Barberousse et Isaac II Ange, mais l'hostilité entre chrétiens d'Orient et d'Occident demeura.
Outre l'argent, les Vénitiens avaient avantage à aider le jeune Alexis Ange pour tenter de réaffirmer leur domination commerciale au sein de l'Empire byzantin.
Un siècle auparavant, en 1082, les Vénitiens avaient été exemptés, par le basileus Alexis Ier Comnène, de la taxe de circulation (la Kommerkion) au sein de l'Empire byzantin en remerciement de leur aide dans un précédent conflit militaire (contre les Normands). Au cours du siècle qui suivit, le commerce vénitien (et plus généralement italien) s'accrut ainsi considérablement en Grèce et en Asie mineure, et des quartiers entièrement latins se développèrent dans les villes importantes, ce qui ne fut pas sans créer certaines tensions xénophobes.
Irrités par le pouvoir économique des Vénitiens, les dirigeants byzantins tentèrent de l'endiguer en accordant des avantages à leurs concurrents (les Pisans notamment). En 1171, le basileus Manuel Ier Comnène fit saisir les biens et les bateaux des Vénitiens, leur causant des pertes financières immenses ; une décennie plus tard, l'empereur Andronic Ier Comnène prit le pouvoir grâce à sa politique xénophobe, ce qui aboutit au massacre des Latins de Constantinople, tant marchands qu'hommes d'Église.
Une certaine amélioration dans les relations entre Vénitiens et Byzantins fut observée lors de la troisième croisade, quand Isaac II Ange engagea des Vénitiens pour combattre Barberousse, et leur redonna leurs privilèges en contrepartie. Mais, à la suite de la révolution de palais qui mit au pouvoir Alexis III Ange, les tensions refirent surface. La délégation envoyée par le doge Enrico Dandolo à Alexis III, dans le but de renouveler le traité, mit trois ans à aboutir (en 1198), puis l'empereur viola ce traité en encourageant les Pisans à attaquer Venise et en chargeant aux colonies vénitiennes des taxes dont elles étaient censées être exemptées. Dandolo et les Vénitiens étaient donc enclins à remplacer l'empereur byzantin par quelqu'un qui leur était favorable.

## La route pour Constantinople et la prise de pouvoir d'Alexis
Au départ, le plan du jeune Alexis ne fit pas l'unanimité au sein des Croisés. Le maréchal de campagne et chroniqueur de l'époque Geoffroy de Villehardouin écrit : « Là, on parla en différents sens. L'abbé de Vaux prit la parole, ainsi que ceux qui voulaient disloquer l'armée : ils dirent qu'ils ne l'accepteraient pas, car c'était agir contre des chrétiens, et ils ne s'étaient pas mis en route pour cela, mais ils voulaient aller en Syrie. » Le Pape Innocent III avait en effet interdit d'attaquer d'autres chrétiens et assuré à Alexis III Ange que la croisade ne le menaçait pas. Après le départ de plusieurs croisés hostiles au projet, l'offre d’Alexis fut finalement acceptée. Celui-ci arriva à Zara le 7 avril 1203 et fut accueilli avec grand enthousiasme. À la suite d'un arrêt à la ville Durazzo (aujourd’hui Durrës en Albanie) où Alexis IV Ange fut reconnu comme empereur légitime et à une escale à Corfou durant trois semaines, l'armée mit le cap sur Constantinople le 24 mai 1203. Le 23 juin, la flotte débarqua sur la côte du Bosphore, à l'extérieur des murs de la ville et le siège de la capitale débuta. Les Vénitiens et les croisés étaient convaincus que les habitants de Constantinople soutiendraient le jeune prince Alexis, et celui-ci, embarqué sur un bateau que l'on fit passer près du port de la ville, fut ainsi présenté aux citadins : « Voici le jeune prince votre seigneur naturel. Et sachez que nous ne sommes pas venus pour vous faire du mal, mais nous sommes venus pour vous protéger et pour vous défendre si vous faites ce que vous devez ; car celui à qui vous obéissez comme à votre seigneur vous tient injustement et par péché contre Dieu et contre le droit, et vous savez bel et bien qu'il a agi avec déloyauté envers son seigneur et frère, car il lui a arraché les yeux et enlevé son empire injustement et par péché. Voici le seigneur légitime. Si vous vous prononcez pour lui, vous ferez ce que vous devez, et si vous ne le faites pas, nous vous ferons tout le mal que nous pourrons. » Contrairement aux attentes, aucun soulèvement populaire en faveur du jeune Alexis n'eut lieu. Le siège fut toutefois levé après moins d'un mois (23 juin-17 juillet 1203), car Alexis III Ange, dont l'armée était moins bien entraînée, fuit la ville en bateau, au milieu de la nuit, emportant avec lui une grande partie du trésor de l'État. Quelques jours plus tard (1er août 1203), on fit sortir Isaac II Ange de prison et on le couronna à nouveau empereur de l'Empire byzantin. Alexis, nommé co-empereur avec son père, devint alors Alexis IV Ange.

## Une cohabitation difficile
Dès sa prise de pouvoir, Alexis IV Ange eut de grandes difficultés à tenir les promesses qu'il avait faites aux croisés et aux Vénitiens. 
Non seulement l'Église de Constantinople et le peuple grec étaient hostiles à l'union des deux Églises, mais la fuite d'Alexis III Ange avec le trésor rendait problématique le paiement des 200 000 marcs d'argent promis. Le nouvel empereur réussit à collecter la moitié de la somme, dont une grande partie alla aux Vénitiens. 
La date du départ pour la Terre sainte (prévu pour le 29 septembre 1203) approchait et Alexis IV, trouvant son trône trop peu protégé, demanda aux croisés de rester un an de plus, ce qui les exaspéra. Les tensions s'aggravèrent de jour en jour. Des rixes eurent lieu entre Grecs et Latins, la mosquée de Constantinople fut brûlée par les croisés, et un incendie volontaire ravagea une grande partie de la ville. Les tensions xénophobes, déjà présentes dans la ville avant l'arrivée des croisés, étaient plus vives que jamais et plusieurs résidents latins, craignant pour leur sécurité, se réfugièrent dans les campements des croisés. Les Grecs tentèrent d'incendier la flotte vénitienne au moyen de brûlots, mais les Vénitiens réussirent à les faire dévier (1er janvier 1204). 
Un mois plus tard, le 5 février 1204, un lointain cousin d'Alexis IV, nommé Alexis Doukas Murzuphle, fit éclater une émeute dans la ville et réussit à se faire nommer empereur (devenant ainsi Alexis V Doukas Murzuphle). Isaac II Ange fut remis dans sa prison, où il mourut, et Alexis IV Ange fut finalement étranglé sur les ordres de son cousin, le 8 février 1204, après seulement quelques mois de règne.